# コネチカット州の旗

コネチカット州の旗

コネチカット州の旗（コネチカットしゅうのはた）は、アメリカ合衆国コネチカット州の州旗。水色の地に3本の葡萄の木がデザインされた白の盾があしらわれている。下部のバナーには州のモットーである「Qui Transtulit Sustinet（移植したものによって支持される）」が表されている。1897年のコネチカット議会で承認された。
このデザインは1639年に設立されたセイブルック植民地（en:Saybrook Colony）の紋章に由来し、紋章には15本の葡萄の苗があった。1644年にコネチカット植民地がセイブルック植民地を買収した際に紋章が受け継がれた。1711年10月25日に知事と議会が紋章のデザインを変更し、葡萄の木を15本から3本に減らした。3本は当初の3つの植民地であるニューヘイブン、セイブルック、コネチカット（ハートフォード）を表す。